# Minatitlán (Colima)
Minatitlán es una localidad de ubicada en el estado mexicano de Colima, es la cabecera y mayor localidad del municipio homónimo. Según el censo del año 2020, tenía una población de 6075 habitantes.

## Toponimia
Minatitlán significa "lugar dedicado a mina" por la existencia de minas de hierro en la región. Además, el sufijo -tlan significa lugar y minati ¨mina¨ lugar-mina= lugar de mina.

## Escudo
Creación del diseñador gráfico Álvaro Gabriel Rivera Muñoz en agosto de 1984 para un concurso local, es ahora el emblema de Minatitlán que representa las actividades económicas, culturales y morales que refleja este municipio.

## Historia
Formó parte de la región mexicana.
En 1551 fue encomendada al soldado español Francisco de Santos, una región del occidente de la provincia de Colima, llamada Tlacalahuastla, la que según el ilustre Felipe Sevilla del Río, significa "lugar donde abunda o se fabrican cerbatanas", estaba poblada por indígenas nahuas y otomís que huyeron a las serranías del Telcruz y Tocxin a causa de la sobreexplotación.
En 1833, salieron de Zacatecas una familia de apellido Figueroa la cual consiguieron el Arrendamiento el Rancho del Mamey, pero con él otras más, hasta crear una pequeña población donde Jóse Figueroa fungió como comisario de policía. Cuando se promulgaron las Leyes de Reforma las tierras pasaron a manos del estado y se convirtió en "hacienda el Mamey", después el 6 de febrero de 1891 el Padre Víctor Álvarez con ayuda de algunos vecinos compró la mitad de la hacienda.
El 25 de junio de 1912, se eleva a municipio, pero como el país vivía problemáticas políticas se detuvo el proceso hasta el 6 de julio de 1917, cuando se cambió el nombre de "El Mamey" a "Minatitlán", pero que en el 1924 es suprimida.
El 6 de julio de 1917 por gestiones del ilustre minatitlense diputado Elías Arias Figueroa Descendiente directo de la familia Figueroa, ante el gobernador Felipe Valle, le devuelve la categoría de municipio; es nombrado como presidente de la Junta de Gobierno Celedonio Bejarano, y Adolfo Ruiz Arriaga como secretario; de esta forma, el primer ayuntamiento constitucional tomó posesión el 18 de enero de 1918.
En 1920 se le cambió el nombre de Mamey por Minatitlán.
Durante la Revolución cristera, en el año de 1927 se formaron dos bandos: el cristero encabezado por los señores Anselmo y Miguel Figueroa (alias El Correo) y el movimiento dirigido por José Larios y por Epifanio Rodríguez, quienes se aliaron con el indígena Arnulfo Elías, de Ayotitlán, Jalisco, para hacer frente a los cristeros. 
En 1928 por decreto del 5 de octubre, Minatitlán pierde nuevamente la categoría de municipio. Gracias a las gestiones de otro ilustre minatitlense el Dip. Profr. Porfirio Gaytán Núñez ante el gobernador Salvador Saucedo, se restituye la categoría de municipio en forma definitiva, desde entonces quedó adscrito al segundo distrito electoral federal con sede en Manzanillo.

## Localización
Minatitlán se localiza en el noroeste del estado de Colima, en las coordenadas 19°23′10″N 104°02′57″O / 19.38611, -104.04917; Está a una altura media de 742 metros sobre el nivel del mar (m s. n. m.).

## Economía
Minatitlán, por ser un lugar montañoso, su tierra es fértil, se cultiva café y maíz principalmente, además arroz, chile jalapeño y jitomate; también naranja, caña de azúcar y mamey.
Minatitlán cuenta con una importante mina de hierro de nombre "Peña Colorada".
Cuenta con una cooperativa financiera "Caja Solidaria Minatitlán", la más importante en el municipio.

## Clima
Minatitlán tiene un clima cálido subhúmedo con lluvias en verano. Tiene una temperatura media anual de 23.2 °C y una precipitación media anual de 1,452.4 milímetros cúbicos.
| Parámetros climáticos promedio de Minatitlán, Colima (1951-2010) | Parámetros climáticos promedio de Minatitlán, Colima (1951-2010) | Parámetros climáticos promedio de Minatitlán, Colima (1951-2010) | Parámetros climáticos promedio de Minatitlán, Colima (1951-2010) | Parámetros climáticos promedio de Minatitlán, Colima (1951-2010) | Parámetros climáticos promedio de Minatitlán, Colima (1951-2010) | Parámetros climáticos promedio de Minatitlán, Colima (1951-2010) | Parámetros climáticos promedio de Minatitlán, Colima (1951-2010) | Parámetros climáticos promedio de Minatitlán, Colima (1951-2010) | Parámetros climáticos promedio de Minatitlán, Colima (1951-2010) | Parámetros climáticos promedio de Minatitlán, Colima (1951-2010) | Parámetros climáticos promedio de Minatitlán, Colima (1951-2010) | Parámetros climáticos promedio de Minatitlán, Colima (1951-2010) | Parámetros climáticos promedio de Minatitlán, Colima (1951-2010) |
| Mes                                                              | Ene.                                                             | Feb.                                                             | Mar.                                                             | Abr.                                                             | May.                                                             | Jun.                                                             | Jul.                                                             | Ago.                                                             | Sep.                                                             | Oct.                                                             | Nov.                                                             | Dic.                                                             | Anual                                                            |
| ---------------------------------------------------------------- | ---------------------------------------------------------------- | ---------------------------------------------------------------- | ---------------------------------------------------------------- | ---------------------------------------------------------------- | ---------------------------------------------------------------- | ---------------------------------------------------------------- | ---------------------------------------------------------------- | ---------------------------------------------------------------- | ---------------------------------------------------------------- | ---------------------------------------------------------------- | ---------------------------------------------------------------- | ---------------------------------------------------------------- | ---------------------------------------------------------------- |
| Temp. máx. abs. (°C)                                             | 36.0                                                             | 38.0                                                             | 38.0                                                             | 39.5                                                             | 39.0                                                             | 48.0                                                             | 38.0                                                             | 40.0                                                             | 43.0                                                             | 37.0                                                             | 37.0                                                             | 39.0                                                             | 48.0                                                             |
| Temp. máx. media (°C)                                            | 29.6                                                             | 30.7                                                             | 32.3                                                             | 33.7                                                             | 34.3                                                             | 32.8                                                             | 31.0                                                             | 31.0                                                             | 30.4                                                             | 30.6                                                             | 30.4                                                             | 30.0                                                             | 31.4                                                             |
| Temp. media (°C)                                                 | 20.4                                                             | 21.0                                                             | 22.1                                                             | 23.9                                                             | 25.1                                                             | 25.3                                                             | 24.3                                                             | 24.6                                                             | 24.1                                                             | 23.8                                                             | 22.3                                                             | 21.2                                                             | 23.2                                                             |
| Temp. mín. media (°C)                                            | 11.3                                                             | 11.3                                                             | 12.0                                                             | 14.0                                                             | 16.0                                                             | 17.8                                                             | 17.6                                                             | 18.2                                                             | 17.8                                                             | 17.0                                                             | 14.3                                                             | 12.3                                                             | 15.0                                                             |
| Temp. mín. abs. (°C)                                             | 1.0                                                              | 3.0                                                              | 4.0                                                              | 3.0                                                              | 6.0                                                              | 4.0                                                              | 1.0                                                              | 1.0                                                              | 1.5                                                              | 8.0                                                              | 4.0                                                              | 4.0                                                              | 1.0                                                              |
| Precipitación total (mm)                                         | 24.2                                                             | 12.8                                                             | 5.2                                                              | 3.3                                                              | 15.8                                                             | 176.0                                                            | 333.5                                                            | 353.0                                                            | 360.3                                                            | 139.5                                                            | 21.3                                                             | 17.5                                                             | 1,452.4                                                          |
| Días de precipitaciones (≥ 1 mm)                                 | 1.7                                                              | 0.9                                                              | 0.3                                                              | 0.3                                                              | 0.8                                                              | 10.5                                                             | 17.5                                                             | 18.6                                                             | 17.6                                                             | 7.4                                                              | 1.7                                                              | 1.4                                                              | 78.7                                                             |
| Fuente: Temperaturas máximas:                                    |                                                                  |                                                                  |                                                                  |                                                                  |                                                                  |                                                                  |                                                                  |                                                                  |                                                                  |                                                                  |                                                                  |                                                                  |                                                                  |

## Flora
Dada la estructura orográfica del municipio, la vegetación es variada y boscosa, predominan en las partes bajas los arbustos y los matorrales. Actualmente se están aprovechando las zonas para plantíos de algunos frutos como: mango, guanábana y lima. En la parte alta existe higuerrilla, zapotillo, otate, pino, primaveras, rosa moradas, cedros y parotas, en el Cerro Grande abunda el encino, etc.

## Fauna
La fauna está formada por jaguar, onza, puma, tigrillo, jabalí coyote, mapache, tejón, zorra, armadillo, venado, conejo, ardilla, iguana, vaca, toro, chivos, caballos, gallinas , cotorro, chichalaca, paloma, guilota, garza, loro, tacuache, jilguero, entre otras.

## Lugares turísticos
- Minatitlán cuenta con dignos paisajes turísticos, como la cascada “El Salto”, preciosa caída de agua de 15 metros, que cae sobre una caprichosa formación rocosa, rodeada de vegetación selvática, sus albercas y toboganes son ideales para la recreación familiar en cualquier época del año.

- También está “El Terrero”, conformado como una hermosa zona boscosa, preferido por su alto valor escénico, ideal para acampar por su paisaje de montaña, su clima frío y aire puro, entre los lugares turísticos más representativos, a los que acuden miles de visitantes cada año.